# Awun jezik
Awun jezik (awon; ISO 639-3: aww), jezik skupine yellow river, porodice sepik, kojim govori oko 400 osoba (2003 SIL) u provinciji Sandaun u papua Papui Novoj Gvineji. Po starijoj klasifikaciji pripadao je u širu porodicu Sepik-Ramu.
Srodan je jezicima namia [nnm] i ak [akq].

## Vanjske poveznice
- Ethnologue (14th)